# Justin Elie
Justin Elie (* 1. September 1883 in Cap Haïtien; † 2. Dezember 1931 in New York City) war ein haitianischer Komponist und Pianist.

## Leben

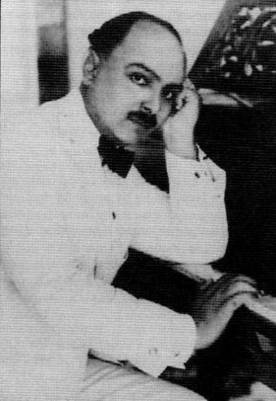
Justin Elie

Justin Elie hatte von 1889 bis 1894 Klavierunterricht bei Ermine Faubert und besuchte kurze Zeit das Institut Saint Louis de Gonzague in Port-au-Prince. 1895 kam er nach Paris und besuchte den Cours Masset, eine Vorbereitungsschule für das Conservatoire de Paris. Dort studierte er von 1901 bis 1905 bei Antoine François Marmontel und Charles Wilfred Bériot Klavier, bei Émile Pessard Harmonielehre und bei Paul Vidal Komposition.
Nach seiner Rückkehr nach Haiti trat er als Konzertpianist auf und arbeitete u. a. mit Ludovic Lamothe zusammen. Auf einer Konzerttour in den Jahren 1909 und 1910 besuchte er JamaiKa, Puerto Rico, St. Thomas, Curaçao, Venezuela und Kuba. 1921 wanderte Elie in die USA aus. Hier erschienen viele seiner Werke beim Verlag Carl Fischer Music, Inc. Ab 1931 leitete er bei der National Broadcasting Company die wöchentliche Rundfunksendung The Lure of the Tropics.
Zwischen 1910 und 1922 komponierte Elie die Chant du Barde Indien nach Texten des honduranischen Lyrikers Joaquin Bonilla. 1916 entstand La Mort de l'Indien nach Jean-Joseph Vilaire. Auf afrikanische und haitianische Voodoo-Traditionen bezog sich Elie in der Tondichtung Cléopâtre (1917). In der Orchestersuite Kiskaya, die 1928 in den USA entstand, beschwor er die Musik der amerikanischen Ureinwohner Mittel- und Südamerikas. 1930 spielte die bolivianische Pianistin Lolita Cabrera die Uraufführung seiner Fantasie Tropicale.

## Werke
- 2 Poèmes vaudouesques für hohe Stimme und Klavier
- 6 Haitian meringues
- Aboriginal suite für Orchester
- Anthnea für Orchester (unvollendet)
- Bachanale
- Ballet vaudouesque für Orchester, 1921
- Chants de la montagne für Orchester
- Cléopatre für Orchester
- Concerto für Klavier und Orchester Nr. 1
- Concerto für Klavier und Orchester Nr. 2
- Doll's parade
- Fantasie tropicale für Orchester
- Grande valse de concert für Orchester
- Haitian legend für Violine und Klavier
- Hymne à Legba
- Indian dance and ritual für Klavier
- La kiskaya; suite aborigene für Orchester
- La mort de l'indien für mittlere Stimme und Klavier
- La nuit dans les Andes für Orchester
- Lamentations für mittlere Stimme und Klavier, (Text: Henri Durand)
- Le chant du bard indien für mittlere Stimme und Klavier
- Légende créole für Violine und Klavier
- Lorsque je serais vieux et que tu serais vielle für mittlere Stimme und Klavier, (Text: Georges Sylvain)
- Linda
- Night of Babylon suite
- Night in the Andes
- Procession of the shadow
- Quiétude für mittlere Stimme und Klavier, (Text: Henri Durand)
- Rumba
- Rustic scherzo für Klavier oder Orgel
- Suite aborigène für Orchester
- Suite Babylone für Orchester
- Suite orientale; La reine des nuits für Klavier
- Tropical dance, no. 1 und 2 für Klavier
- Voudoe, Ballett

## Quelle
- AfriClassical - Justin Elie  (1883–1931)